# نادي سبليت لكرة السلة
نادي سبليت لكرة السلة (بالكرواتية: KK Split) هو فريق كرة سلة كرواتي للمحترفين تأسس في سنة 1945. ينافس في الدوري الكرواتي لكرة السلة الدرجة الأولى.

## الإنجازات

### البطولات المحلية
الدوري الكرواتي لكرة السلة الدرجة الأولى
- الفوز (1): 2002-03
- الوصافة (6): 1992-93، 1993–94، 1995–96، 1996–97، 2000–01، 2007–08

الدوري اليوغوسلافي لكرة السلة
- الفوز (6): 1970–71، 1976–77، 1987–88، 1988–89، 1989–90، 1990–91
- الوصافة (6): 1971–72، 1973–74، 1974–75، 1975–76، 1978–79، 1979–80

كأس يوغوسلافيا لكرة السلة
- الفوز (5): 1971-72، 1973–74، 1976–77، 1989–90، 1990–91
- الوصافة (5): 1969-70، 1974–75، 1984–85، 1987–88، 1988–89

### المنافسات الأوروبية
الدوري الأوروبي لكرة السلة
- الفوز (3): 1988–89، 1989–90، 1990–91
- الوصافة (1): 1971–72
- نصف النهائي (3): 1989، 1990، 1991

كأس سابورتا
- الوصافة (1): 1972–73

كأس كوراتش لكرة السلة
- الفوز (2): 1975–76، 1976–77

## أبرز اللاعبين
من أبرز ممن لعبوا معه:
- روكو أكيتش
- نيكولا فويتشيتش
- دينو رادا
- توني كوكوتش
- فليمير بيراسوفيتش
- جان تاباك
- دامجان رودز
- برونو شوندوف
- دامير مرشيتش
- زوران سافيتش
- دوشكو إيفانوفيتش
- بيتار ناوموسكي

## وصلات خارجية
- الموقع الرسمي